# Concurso Internacional de Matemática para estudantes universitários
A Competição Internacional de Matemática para estudantes universitários ou IMC (em inglês:International Mathematics Competition for University Students) é uma competição anual de matemática destinada aos alunos de graduação em matemática e áreas afins.
Espera-se que os alunos participantes tenham no máximo vinte e três anos de idade na época do IMC. Trata-se de uma competição voltada, principalmente para indivíduos, embora a maioria das universidades participantes selecione e envie uma ou mais equipes de estudantes. A língua de trabalho é o inglês.[carece de fontes?]
O IMC é uma competição residencial e todos os estudantes participantes devem permanecer no alojamento fornecido pelos organizadores. O objetivo é proporcionar um ambiente amigável, confortável e seguro para estudantes universitários de matemática desfrutarem da ciência com seus pares de todo o mundo, para ampliar sua perspectiva mundial e para se inspirarem a estabelecer metas para si mesmos (que podem não ter sido imaginadas como possíveis anteriormente).[carece de fontes?]
Mais notavelmente, em 2018, um matemático que participou do 7º IMC, realizado na University College London em 2000, recebeu o prêmio de maior prestígio da matemática, a Medalha Fields.